# Histoplasmosi

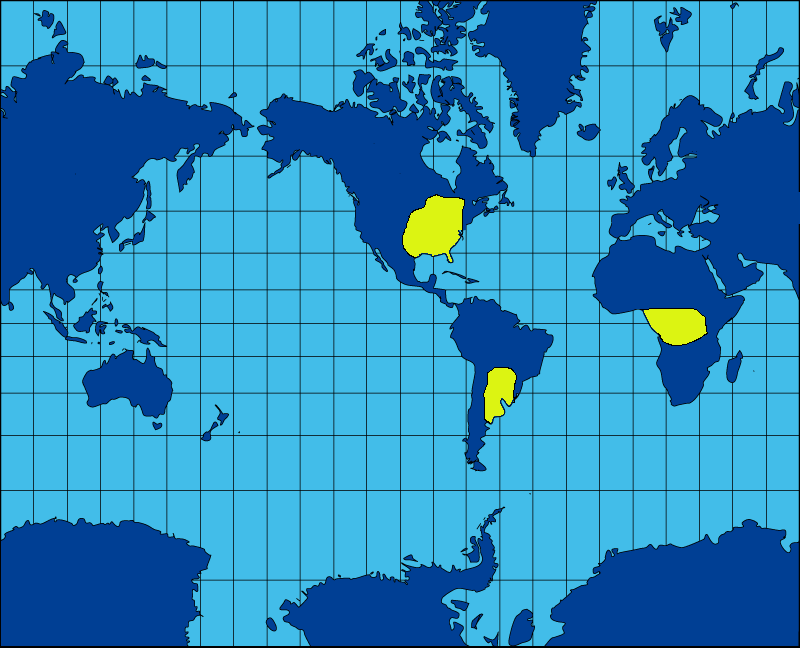
Distribució de la histoplasmosi.

La histoplasmosi és una micosi sistèmica, coneguda també com a malaltia de les cavernes o de Darling, caracteritzada per lesions necrogranulomatoses, que afecta carnívors, equins, primats no humans i persones per la infecció amb una de les tres subespècies del fong dimòrfic Histoplasma capsulatum. No es tracta d'una malaltia contagiosa que es pugui transmetre entre éssers humans o animals. La seva manifestació en persones immunocompetents sol ser asimptomàtica. Pot cursar amb quadres semblants als d'una pneumònia amb febre, tos seca i destret respiratori. En un 20 per cent aproximadament dels pacients s'arriba a produir una sèpsia que causa xoc amb hipotensió extrema, fallada renal o multiorgànica i coagulació intravascular disseminada.
Va ser descoberta pel bacteriòleg Samuel Darling (1906) en fer les autòpsies de tres malalts morts al Canal de Panamà. Darling va pensar que el seu agent etiològic era un protozou i així el va tipificar a les seves publicacions d'entre 1906 i 1909. El primer en sospitar la naturalesa fúngica de la histoplasmosi va ser el metge brasiler Da Rocha Lima (1912). Vint anys més tard, De Monbreum va confirmar-ho en cultius de mostres clíniques. El mateix investigador va demostrar poc després el dimorfisme del fong, en observar que Histoplasma capsulatum creix a 28 °C i en medis comuns com un miceli filamentós, mentre que en agar sang a 37 °C (a temperatura corporal) ho fa en forma de llevat. L'any 1949, Emmons aconseguí aïllar els H. capsulatum al sòl, identificant així la font d'infecció més important. Christie i Peterson (1945-1946), varen publicar diversos treballs sobre la histoplasmosi pulmonar després d'estudiar molts malalts amb focus de calcificació, negatius a la prova de Mantoux i que reaccionaven fortament a la histoplasmina. Histoplasma capsulatum var. farciminosum va ser considerat taxonòmicament un criptococ des que el metge americà Richard P. Strong l'identificà a les Filipines com un paràsit equí (1906), fins que el 1985 va ser inclòs dins del gènere Histoplasma.
Histoplasma capsulatum és un fong dimòrfic que té de 5 a 7 cromosomes. Les tècniques de biologia molecular n'han identificat 8 clades, presents a diferents parts del món. Dos són nord-americans, dos sud-americans, un australià, un indonesi, un africà i un eurasiàtic. Les diferències genètiques tenen implicacions clíniques. La seqüenciació genòmica de diversos clades de H. capsulatum indica que el patogen està compost de un mínim de quatre espècies críptiques amb diversos graus de virulència. Histoplasma capsulatum disposa d'uns enzims especials, anomenats manosiltransferases (un tipus de glucosiltransferases), que li permeten canviar de forma i adaptar-se a la temperatura corporal dels mamífers.
Aproximadament la meitat de la població mundial viu en zones on el fong és potencialment endèmic. Histoplasma és un gènere de microorganismes molt antic i s'ha traçat l'origen de l'extensió planetària de la seva forma ancestral en l'Eocè inicial, coincidint un període d'intens escalfament global. Un tema de gran interès per als especialistes és la forma com determinats quiròpters, per exemple Hipposideros armiger o Artibeus hirsutus, poden ajudar a la especiació i dispersió dels histoplasmes, i conseqüentment a augmentar-ne la capacitat infecciosa en el món actual.
La gravetat de la infecció depèn molt del nombre de conidis que entren a l'organisme i de la virulència de la soca d'histoplasma present en el medi ambient de la zona geogràfica on es troba l'individu. El comportament del fong davant dels mecanismes d'immunitat cel·lular és semblant al de Mycobacterium tuberculosis i té la propietat de formar «càpsules inactives» de microorganismes viables capaços de reproduir-se si s'altera el sistema immunitari de l'hoste. La presència d'al·lergogens en l'aire aguditza les infeccions per H. capsulatum.
Histoplasma capsulatum és un dels pocs patògens amb dimorfisme termal que té un estil de vida quasi exclusivament intracel·lular. Altres fongs poden viure dins de diverses cèl·lules fagocitàries, com ara els macròfags alveolars, els leucòcits polimorfonuclears o les cèl·lules dendrítiques, però habitualment desenvolupen estratègies per escapar d'aquest tipus d'hoste en pocs dies. En canvi, els llevats d'H. capsulatum després de ser fagocitats tendeixen a quedar-se molt temps a l'interior dels macròfags i a proliferar intracel·lularment en grans quantitats, fent-los servir a la vegada d'hoste i de vector per disseminar la infecció de forma silent.

## Epidemiologia
La histoplasmosi té una àmplia distribució geogràfica, sent present a Amèrica, a l'Àfrica i a l'Àsia. Histoplasma capsulatum afecta carnívors i s'estén a Amèrica des del sud del Canadà fins a les regions centrals de l'Argentina, sent enzoòtic a les valls dels rius Mississipi, Missouri i Ohio a l'Amèrica del Nord, i la conca del Riu de la Plata a l'Amèrica del Sud. S'ha identificat a 32 països d'Àfrica, en especial als més afectats per l'extensió de la SIDA, encara que la manca de medis i de personal sanitari qualificat per identificar el microorganisme emprant microscòpia òptica fa que la infecció sigui confosa fàcilment amb un procés tuberculós, fet que dificulta molt l'avaluació de l'impacte real de la malaltia en aquest continent. Histoplasma capsulatum var. farciminosum causa la limfangitis epizoòtica, malaltia que afecta equins a l'Àfrica, l'Orient Mitjà i l'Àsia, i H. capsulatum var. duboisii és un patogen humà només present a l'Àfrica Equatorial i que es veu sobretot en individus immunodeprimits.
El fong pot infectar animals domèstics, com gats i gossos. S'aïlla de la naturalesa a les zones temperades i tropicals humides, on els sòls són àcids, rics en nitrogen, fosfat i hidrats de carboni. Els histoplasmes es relacionen especialment amb el guano de les aus i de les coves habitades per ratpenats. Histoplasma capsulatum no sobreviu a un procés de compostatge fet de manera adequada. Als Estats Units, un estudi epidemiològic de 105 brots d'histoplasmosi va posar de manifest la relació entre els excrements d'una gran varietat d'animals de granja o salvatges (pollastres, merles, tords, estornells, gavines, coloms, a banda dels ratpenats) en un 77 per cent d'ells. En un 43 per cent es va identificar un vincle causal directe amb activitats laborals concretes, com ara reformes i neteges de galliners o demolició d'edificis vells. Les persones que treballen en mines, túnels, teulades, pedreres, en la construcció de ponts o les dedicades a la recerca de tresors arqueològics tenen també un alt risc d'adquirir la infecció i cal que usin màscares autofiltrants o equips de protecció individual adequats per tal de protegir-se del fong. Els casos d'histoplasmosi postpart en dones VIH negatives són raríssims. Ha estat identificada la presència d'Histoplasma capsulatum al sòl i a les deposicions de pingüins de l'Antàrtida.
Els histoplasmes presents a Amèrica Central i del Sud (que els filogenetistes divideixen en dos grups principals: LAm A i LAm B) són els que tenen una diversitat genètica més gran i els que provoquen la majoria de casos d'histoplasmosi registrats arreu del món.
Segons les dades més recents, en el decurs dels darrers vint anys han augmentat les zones on Histoplasma capsulatum és endèmic, almenys a la Xina, els Estats Units d'Amèrica, l'Índia, Tailàndia, Myanmar, Filipines i Madagascar. Però molts països no tenen suficients tests de detecció antigènica del fong i això limita la capacitat de diagnosticar la malaltia adequadament.
A l'Estat espanyol no existeixen regions endèmiques i les histoplasmosis tradicionalment s'han registrat en viatgers o cooperants retornats de àrees rurals o selvàtiques de països americans. Durant el període comprès entre el 1997 i el 2021 es van incrementar significativament els casos diagnosticats en emigrants amb un estat inmunitari alterat nascuts a zones endèmiques i s'han produït algunes infeccions autòctones en addictes a drogues per via parenteral o com a conseqüència d'accidents de laboratori. Durant el període 1997-2014 es varen registrar 286 hospitalitzacions per histoplasmosi, el 80,7 per cent de les quals de malalts amb infecció pel VIH, la majoria pulmonars i només 10 causades per Histoplasma capsulatum var. duboisii. Aquesta variant actua com un patogen oportunista en persones VIH+ que viatgen a zones endèmiques. Tots els casos europeus d'histoplamosi per H. capsulatum var. duboisii han estat importats.
Als Estats Units, entre 2011 i 2014 es varen registrar 3.409 infeccions per Histoplasma capsulatum a 12 estats i un 57 per cent dels casos van haver de ser hospitalitzats. La veritable importància de la histoplasmosi al país es considera subestimada, ja que no és una malaltia de declaració obligatòria a escala nacional i no existeix, ara per ara, una xarxa integrada de vigilància d'aquesta infecció.
Ha estat publicat algun cas d'infecció pròtesica articular per Histoplasma capsulatum complicant una artroplàstia de genoll total, de mielitis transversa per histoplasmosi vertebromedul·lar en un adult jove sense deficiència immunitària i d'histoplasmosi en trasplantats renals sense antecedents epidemiològics ni proves serològiques d'anticossos anti H. capsulatum en el donant o el receptor. Molt poques vegades, la primera manifestació d'aquest tipus d'infecció fúngica és un eritema nodós en un individu amb tiroïditis de Hashimoto o una hepatitis granulomatosa en una persona immunocompetent. Els CDC no inclouen la histoplasmosi a la seva llista de malalties associades amb l'atenció sanitària. Diversos especialistes, però, destaquen l'augment d'histoplasmosis relacionades amb procediments mèdics i implants quirúrgics. Ja que les tècniques habituals de detecció de patògens no identifiquen H. capsulatum en l'aire hospitalari aquests especialistes recomanen l'ús de mètodes biomoleculars com els emprats clínicament, per descobrir les formes infeccioses del fong presents en diferents zones claus del medi assistencial, sobretot agrupades en biofilms.
La infecció natural es produeix a partir de sòls contaminats i la via d'entrada és generalment inhalatòria en Histoplasma capsulatum i H. capsulatum var. duboisii, però és percutània (a través de la pell) en el cas de l'H. capsulatum var. farciminosum. No és contagiosa i la malaltia és esporàdica excepte en àrees enzoòtiques (d'endemisme en els animals), on la prevalença d'infeccions no aparents pot ser molt elevada.

## Patogènesi i diagnosi
La infecció per Histoplasma capsulatum i H. capsulatum var. duboisii acostuma a ser inhalatòria, i els microconidis són capturats pels macròfags pulmonars, on germinen i donen lloc a les blastoespores (espores fúngiques asexuals). Generalment, són destruïdes tard o d'hora i la infecció és abortiva o asimptomàtica; però en casos d'immunitat cel·lular deficient, eviten l'acció dels fagolisosomes, passen al citoplasma, on es multipliquen lliurement, i es reparteixen per tot l'organisme. La infecció estimula la multiplicació dels macròfags infectats, i donent lloc a proliferacions de tipus granulomatós amb necrosi i infiltrats diversos que són molt freqüents en pulmó, però possibles també en ganglis limfàtics, pell, testicle, septe nasal, sins paranasals, epiglotis, vàlvules cardíaques, glàndules suprarenals, glàndula tiroide, aparell digestiu (sovint en el gos, si bé ocasionalment s'ha descrit en humans), laringe i sistema nerviós central. Són molt poc habituals les histoplasmosis endovasculars, de la vesícula biliar, del fetge sense una invasió histoplasmòsica pulmonar concomitant o en un alcohòlic amb cirrosi hepàtica.
Al sistema nerviós central (SNC), aquest fong pot infectar les meninges, la medul·la espinal i/o el cervell, lloc on té tendència a formar abscessos. No és extraordinari que al SNC la coalescència dels granulomes propis de la infecció histoplamòsica tingui en certs casos una aparença semblant a la d'un procés tumoral en progressió. Quan afecta els ganglis basals, la malaltia pot manifestar-se sense simptomatologia extraneural i debutar amb confusió o canvis de conducta. La histoplasmosi aïllada del SNC és rara en persones immunocompetents i s'acostuma a presentar com una meningitis crònica o subaguda acompanyada de múltiples signes neurològics de progressió variable. L'escassa especificitat d'aquests signes fa difícil un correcte diagnòstic precoç d'aquest tipus de meningitis i la identificació del seu veritable agent causal pot trigar molts mesos o inclús anys. L'afectació del SNC es veu en un 5-10 per cent des individus amb histoplasmosi disseminada, un terç dels quals immunocompetents, i la mortalitat entre els malalts amb SIDA és alta (tres de cada cinc pacients). La supervivència general un any després del diagnòstic era d'un 75 per cent el 2010, mentre que el 1990 era del 55 per cent. El tractament de la histoplamosi al SNC amb amfotericina B de diferents formulacions lipídiques, seguit de itraconazole, és el mètode terapeùtic que ha demostrat millors resultats, encara que sorgeixen recidives en un 6 per cent dels casos i que pot desenvolupar alguns problemes cardíacs de gravetat variable en determinats pacients.
Des del punt de vista histopatològic, la presència d'Histoplasma capsulatum en els teixits produeix tres tipus de reacció: inflamació, necrosi i reparació. Les característiques d'aquestes respostes depenen molt de l'estat immunitari. En els malalts amb un sistema immunitari deprimit predominen els fenòmens necròtics sense caseïficació i els infiltrats de macròfags i neutròfils polimorfonuclears, mentre que no s'hi observen granulomes compactes. Es veuen elements llevaduriformes del fong sorgits de macròfags trencats. En persones sense alteracions immunitàries apareixen granulomes epitelioides compactes amb cèl·lules gegants, envoltats d'un extens infiltrat limfoplasmocitàri i —en casos crònics— d'una capa col·lagenosa. És freqüent trobar càseum a l'interior dels granulomes. Els llevats de H. capsulatum són pocs i es troben sempre dins de macròfags o cèl·lules gegants a banda de les zones necròtiques, on es poden apreciar lliures. Si causa lesions cutànies i/o mucoses, el fong provoca danys diversos en els epitelis: ulceració, atròfia o hiperplàsia pseudoepiteliomatosa. Les dermatosis per H. capsulatum, independentment de si el malalt és VIH+ o no, es poden diferenciar en dos grups: les causades per la presència del patogen a la pell i les atribuïbles a les reaccions dèrmiques derivades de la infecció micòtica sistèmica. De vegades, afecten múltiples i àmplies zones corporals o desencadenen una síndrome de Sweet (dermatosi neutrofílica febril aguda) amb compromís articular.
El diagnòstic microbiològic de la histoplasmosi inclou l'observació microscòpica directa, els cultius i les proves d'antígens i d'anticossos. Els llevats d'Histoplasma capsulatum són molt petits i només es poden veure a les preparacions histològiques emprant tincions especials com la tinció de PAS o la de plata metenamina (Grocott o Grocott-Gomori) a 1000 augments en un microscopi òptic. Identificar morfològicament H. capsulatum no sempre és fàcil i requereix una certa experiència, ja que es pot confondre —a causa, sobretot, de les variants capsulars de cada microorganisme— amb Cryptococcus neoformans, Candida glabrata, Leishmania donovani, Penicillium marneffei, Sporothrix schenckii, les formes petites de Blastomyces dermatitidis o les endòspores de Coccidioides spp. Ja que un dels components de la paret cel·lular dels histoplasmes és l'àcid micòlic, alguns especialistes recomanen emprar la tinció de Ziehl-Neelsen, la qual permet una millor discriminació entre diferents espècies. En extensions de sang perifèrica, on H. capsulatum es veu amb molta dificultat, pot ser convenient utilitzar de forma combinada i consecutiva les tincions de Giemsa i Grocott per identificar els llevats dins del citoplasma dels leucòcits. La citopatologia de punció-aspiració amb agulla fina (PAAF) és un mètode histològic senzill, poc invasiu i de baix cost per identificar els histoplasmes en frotis o blocs cel·lulars de teixits infectats. Quan la infecció cursa amb lesions cutànies, la citologia de raspats dèrmics és un bon procediment alternatiu a la PAAF o la biòpsia per determinar-hi ràpidament la presència del microorganisme.
Ara per ara, no existeixen anàlisis d'ADN estàndards per al diagnòstic de la histoplasmosi, ni tests de PCR comercials disponibles. Es treballa en el desenvolupament de proves de PCR en temps real que identifiquin amb validesa, tant en teixit pulmonar fresc com fixat amb formol i inclòs en un bloc de parafina, diferents gens codificadors de proteïnes emprant models murins.
La histoplasmosi comparteix una característica particular amb la tuberculosi i la coccidioidomicosi; la de formar masses fibroses al voltant d'un focus primari d'infecció ja curat, anomenades —en aquest cas— histoplasmomes. Durant la fase activa la lesió original té de 2 a 4 mm de diàmetre; després, si no progressa el procés infecciós, és encerclada per una càpsula fibro-calcificada que forma una paret aïllant d'aproximadament 1mm de gruix. Histològicament, aquesta reacció fibrosant està formada per acumulacions de fibroblastes, limfòcits i cèl·lules mononuclears al voltant d'un centre de necrosi caseosa en el qual es poden veure alguns Histoplasma capsulatum. Amb el temps, la reacció fibrosa continua i es formen capes concèntriques de col·lagen que es calcifiquen progressivament. És probable que aquesta reacció perllongada sigui una resposta al material antigènic que perdura dins de la lesió. Normalment, el ritme de creixement anyal és de 1–2 mm, i es pot arribar a crear un histoplasmoma de 3–4 cm de diàmetre uns 10-20 anys després de la infecció inicial. En pocs anys, el col·lagen més intern perd el seu aspecte i s'observa radiològicament una imatge d'anells circumdants que correspon a depòsits de calci i que, de vegades, pot semblar una formació tumoral o un abscés cerebral. Segons la seva mida i nombre, els radiòlegs identifiquen dos patrons principals d'histoplasmoma: en «perdigonada» (molts i de pocs mil·límetres de diàmetre) o en «bala de canó» (solitaris i d'uns 3 cm o més de diàmetre). La localització més comuna dels histoplasmomes és la pulmonar, tot i que es desenvolupen (aïllats o no) a molts altres llocs de l'organisme i, particularment, al SNC. En principi, per raó del seu comportament poc actiu, l'existència d'un histoplasmoma no és molt perillosa per se; ara bé, el seu creixement pot erosionar o comprimir estructures adjacents importants fent necessària una intervenció quirúrgica per extirpar-lo. Els histoplasmomes pulmonars són predominantment subpleurals i molts s'acompanyen de focus paquipleurítics (d'engruiximent de la pleura). Un histoplamoma ileal pot causar l'oclusió completa de la llum d'aquest segment del budell prim.
La major part de les histoplasmosis simptomàtiques són pulmonars. La histoplasmosi pulmonar aguda comença amb un quadre pseudogripal i molts pacients no presenten signes d'importància en la radiologia de tòrax. En alguns casos s'aprecien infiltrats focals amb limfadenopaties hiliars o mediastíniques que poden mostrar temps després canvis de calcificació. Ocasionalment, apareixen eritemes multiformes o nodosos, erupcions difuses i artràlgies. Aquest tipus d'histoplasmosi pot passar desapercebut sovint. Pot provocar com a seqüeles broncòlits (concrecions nodulars calcificades dins de l'arbre bronquial), fibrosis mediastíniques que envolten òrgans locals o focus de limfadenitis que comprimeixen l'esòfag, el tracte respiratori o els vasos sanguinis propers, unes complicacions secundàries a l'afectació dels pulmons per Histoplasma capsulatum que sovint cal reparar amb cirurgia toràcica. La histoplasmosi pulmonar cavitària crònica es veu sobretot en homes fumadors de més de quaranta anys i, quasi sempre, afectats per una malaltia pulmonar preexistent (en especial l'enfisema). A més de febre, tos productiva i dispnea, es pot produir hemoptisi amb cianosi central important o un pneumotòrax espontani. Les lesions cavernoses als camps pulmonars superiors acostumen a ser bilaterals. Per aconseguir un diagnòstic de certesa és oportú efectuar cultius i citologies d'esput i/o de rentat broncoalveolar, i també biòpsies pulmonars transbronquials. En els casos avançats, dites lesions cavernoses arriben a destruir bronquis i/o zones més o menys grans del parènquima pulmonar i poden comportar reseccions pulmonars segmentàries, lobectomies o, fins i tot, pneumonectomies. Les histoplasmosis pulmonars amb trets radiològics similars als d'un càncer de pulmó no són rares. La histoplasmosi sovint repercuteix sobre altres zones i estructures toràciques no pròpiament pulmonars. A la literatura mèdica es descriuen vessaments pleurals recurrents, fibrosis peri i epicàrdiques, mediastinitis fibrosants de naturalesa antigènica (les quals acostumen a desenvolupar-se en pacients amb una hipersensibilitat immune idiosincràtica a una infecció prèvia) i limfadenitis mediastíniques, per mencionar alguns processos destacables. Des dels ganglis mediastínics o a partir d'un focus pulmonar proper els histoplasmes poden afectar el pericardi -sovint a conseqüència de fenòmens inflamatoris i ocasionalment en forma d'una genuïna infecció granulomatosa- i provocar una pericarditis aguda. No és rar detectar histoplasmosi pulmonar crònica en antics residents a països tropicals o subtropicals. Una complicació poc comuna de la histoplasmosi pulmonar en zones no endèmiques és la granulomatosi broncocèntrica.
La malaltia generalitzada (histoplasmosi disseminada, la qual afecta a tot el sistema reticulohistiocitàri) encara que no és la forma predominant d'histoplasmosi, amb molta freqüència té un curs funest. Acostuma a presentar-se en persones amb dèficits immunitaris greus (sovint en malalts afectats per la SIDA o en persones amb una immunodeficiència primària), tot i que ha estat descrita en nens (forma aguda) i adults (forma crònica) immunocompetents. Es pot manifestar mesos o anys després de la infecció fúngica primitiva. En alguns casos, produeix pancitopènia, cetoacidosi diabètica, hipercalcèmia, ulceracions facials o a la cavitat oral, insuficiència adrenal secundària a la infecció per histoplasmes de les dues glàndules suprarenals, parèsia bilateral de les extremitats inferiors, insuficiència hepàtica terminal, malaltia inflamatòria pelviana, dermatosi perforant adquirida i malaltia d'Addison, úlceres intestinals múltiples asimptomàtiques, pancreatitis fulminant, panniculitis, lesions cutànies semblants a un sarcoma de Kaposi, infecció histoplasmòsica de la medul·la òssia o d'un empelt vascular aòrtic i osteòlisi del maxil·lar superior amb destrucció del septe nasal. Rarament, Histoplasma capsulatum provoca osteomielitis localitzades en persones joves immunocompetents o artritis sèptica en pròtesis articulars. Les manifestacions de la histoplasmosi a la pell tenen una gran diversificació morfològica i clínica. Per regla general, les histoplasmosis cutànies primàries cursen amb pocs símptomes; de forma excepcional, però, es presenten com a múltiples lesions papulars eritematoses coalescents fortament pruriginoses. Algunes vegades les lesions ulceroses apareixen a les parpelles i poden tenir l'aparença d'un carcinoma. Ocasionalment, la presència de múltiples limfadenopaties és l'únic signe de la infecció generalitzada i pot originar un diagnòstic presumptiu erroni de limfoma. En aquests casos la PAAF dels ganglis inflamats ajuda a establir amb rapidesa un diagnòstic correcte. La histoplasmosi disseminada afecta amb escassa freqüència la mucosa oral o la llengua i, excepcionalment, provoca necrosi granulomatosa de les amígdales palatines en determinats malalts. També s'ha descrit en genives i paladar tou. Per regla general, provoca múltiples úlceres irregulars i doloroses amb proliferacions de morfologia berrucosa, acompanyades alguna vegada de lesions nodulars endurides i limfadenopaties locals. En casos molt determinats, la histoplasmosi oral es presenta amb un aspecte neoproliferatiu, tumoral, i s'ha de descartar l'existència un procés cancerós a la zona. La biòpsia és preceptiva davant la sospita d'histoplasmosi orofaríngica, ja que sovint els cultius i les proves d'antigen en orina i sèrum no donen cap resultat. En algun cas singular, pot ser necessari emprar mètodes d'identificació i diagnosi biomolecular per distingir una histoplasmosi disseminada d'una leishmaniosi visceral. La infecció simultània per histoplasmosi i coccidioidomicosi o la infecció conjunta del cervell i del còlon per H. capsulatum són fets força insòlits.
Quan afecta el sistema gastrointestinal, el curs de la malaltia és sovint subclínic i insidiós. No és usual que la histoplasmosi comprometi el còlon de subjectes sense immunodeficiència; en aquests casos les manifestacions principals de la infecció són múltiples úlceres aftoses a la mucosa colònica, sense que s'observin símptomes generals específics -a banda de febre i pèrdua de pes-, i poden ser necessàries vàries biòpsies per obtenir un diagnòstic de certesa. En individus VIH+ no tractats i amb un baix nivell de cèl·lules T posseïdores de receptors CD4, la histoplasmosi gastrointestinal s'estén per àmplies zones del tracte digestiu, arribant a causar la seva perforació, una hemorràgia digestiva greu amb xoc hipovolèmic subsegúent o la mort del malalt. Eventualment, s'observen casos d'histoplasmosi duodenal en persones VIH negatives i que no presenten lesions histoplasmòsiques concurrents a pulmó o moll d'os, la qual es pot confondre fàcilment amb una tuberculosi intestinal o una malaltia de Crohn i és tributària de resecció quirúrgica local de la zona afectada per la micosi, ja que acostuma a provocar obstruccions intestinals. En canvi, la colonització de les glàndules adrenals pels histoplasmes en persones immunocompetents es veu més sovint. La causa del tropisme del fong envers aquestes estructures és incerta, encara que existeix una hipòtesi que atribueix el fet a l'abundància de glucocorticoides en les cèl·lules adrenals i a l'escassa presència d'estructures reticuloendotelials en elles. La infecció histoplasmòsica crònica de dites glàndules pot comportar la seva atròfia i calcificació, amb la conseqüent insuficiència adrenal. La histoplasmosi de la zona perianal és molt infreqüent i, en alguns casos, pot tenir l'aparença d'una neoplàsia maligna. La infecció disseminada pot manifestar-se com una hepatitis granulomatosa de difícil diagnosi etiològica sense una biòpsia de fetge i les oportunes tincions especials. S'ha observat amb certa freqüència en malalts sotmesos a trasplantament d'òrgans i, per tant, amb uns mecanismes immunes alterats per la medicació. Rares vegades, la histoplasmosi disseminada és causa d'una epididimitis i/o una orquitis abscesificada, la qual pot arribar a requerir una orquiectomia.
S'ha publicat algun cas de peritonitis per Histoplasma capsulatum secundària a procediments de diàlisi peritoneal, d'histoplasmosi colònica aïllada en malalts que reben medicació immunomoduladora, d'histoplasmosi a les extremitats superiors, d'histoplasmosi d'aspecte similar al d'un tumor ossi en el polze de pacients amb neurofibromatosi tipus 1, de superimposició d'una pneumònia per Pneumocystis sobre una histoplasmosi pulmonar, de ruptura espontània d'un pseudoaneurisma fúngic de l'artèria esplènica secundari a una histoplasmosi i de concurrència d'histoplasmosi disseminada i tuberculosi en un mateix individu immunodeficient i habitant d'una regió no endèmica. Les histoplasmosis genitourinàries simptomàtiques són poc freqüents i solen afectar pacients VIH positius i a receptors d'òrgans trasplantats.
Si la disseminació dels histoplasmes arriba al cervell, es pot formar un empiema subdural, capaç d'erosionar els ossos cranials i que ha de drenar-se quirúrgicament. S'han descrit casos de trombocitopènia refractària al tractament en persones no immunodeprimides com a complicació d'una histoplasmosi generalitzada, provocats per un excessiu consum plaquetari en un estat d'inflamació difusa i hiperfuncionalitat del sistema immune que fa inefectiva la transfusió de concentrats de plaquetes. De vegades les manifestacions de la infecció apareixen anys després de l'exposició al fong, creant la sospita radiològica d'un procés neoplàsic. Ocasionalment, el microorganisme genera múltiples lesions lítiques vertebrals que es poden confondre amb un tumor espinal metastàsic. La infecció per H. capsulatum pot desencadenar fenòmens de fagocitosi limfohistiocitària, a vegades en pacients que reben tractament amb immunosupressors.
La histoplasmosi provoca endocarditis infeccioses en vàlvules natives o protèsiques, de forma aïllada o en el context de la variant disseminada. Avui dia, s'acostuma a veure en malalts sotmesos a recanvis valvulars i alteracions immunitàries sovint relacionades amb la medicació que prenen. La miocarditis per aquest fong no abunda, si bé s'ha registrat algun cas en joves sans que feien activitats en aigües fangoses atribuïble a l'aspiració de conidis.
L'afectació òssia és rara en les infeccions per Histoplasma capsulatum i freqüent en les causades per Histoplasma capsulatum var. duboisii. També anomenada histoplasmosi africana, aquesta infecció no lesiona els pulmons i es manifesta particularment a la pell, el sistema limfàtic i les estructures osteo-articulars, mentre que la infecció disseminada per H. capsulatum sembla tenir una moderada preferència pels òrgans interns. El polimorfisme de les lesions cutànies de la histoplasmosi africana és considerable: nòduls, pústules d'aspecte tumoral, pàpules planes, pàpules tipus mol·lusc contagiós, abscessos i/o úlceres superficials. Això complica el seu diagnòstic de visu, de manera que la veritable incidència de la malaltia a molts països africans és incerta. Es creu que la principal via d'infecció per la subespècie duboisii és el contacte amb terres contaminades. La seva morfologia és idèntica a la de la varietat H. c. var. capsulatum durant la fase saprofítica, però els llevats es distingeixen microscòpicament amb claredat en mostres fresques o fixades. Són més grans (7–15 μm), amb un característic aspecte ovoide-globós que recorda a una llimona i una paret externa gruixuda. Es veuen sovint dins del citoplasma de les cèl·lules gegants multinucleades (macròfags fusionats). Es considerada una malaltia emergent entre les persones VIH positives. Els abscessos cerebrals i l'afectació del penis per la histoplasmosi africana són fets molt poc habituals.
La histoplasmosi ocular deriva de la disseminació hematògena del fong per l'organisme i els conseqüents mecanismes immunitaris. Es caracteritza per lesions cicatricials atròfiques de diàmetre variable a les zones posteriors i perifèriques de la coroide (anomenades taques histo), alteracions pigmentàries peripapil·lars i, algunes vegades, maculopatia causada per la neovascularització de la coroide. També la còrnia pateix queratitis ocasionades pel fong, amb freqüència a partir del contacte amb partícules de pols contaminades. Altres alteracions oculars derivades de la histoplasmosi són les escleritis infeccioses bilaterals, els nòduls i granulomes conjuntivals, les conjuntivitis o les uveïtis.
La infecció per Histoplasma capsulatum var. farciminosum sol ser conseqüència de ferides o d'abrasions cutànies en les extremitats, encara que també es pot adquirir per via inhalatòria o conjuntival. Si té èxit i l'estat immunitari de la persona (aquesta micosi es rara en humans) o del cavall es feble, des de la dermis els macròfags porten la infecció als ganglis locals, des d'on es difon per continuïtat i contigüitat produint una limfadenitis amb limfangitis progressiva, granulomatosa i habitualment ulcerativa o abscesificant. La manifestació clínica clàssica, però, és una lesió única d'aspecte xancrós al lloc de l'inoculació que remet sense tractament. A diferents regions d'Àfrica, aquesta infecció representa una epizoòtia seriosa.

## Tractament
Els casos d'histoplasmosi disseminada es tracten amb una combinació d'amfotericina B i derivats imidazòlics. La forma pulmonar de la histoplasmosi, que pot ser aguda o crònica, té diferents opcions terapèutiques en funció de la gravetat del procés i les condicions del pacient. Una de les més habituals és levofloxacina (una quinolona) i itraconazole (un derivat triazòlic). Hi ha casos que responen molt bé a l'administració de voriconazole (un altre antifúngic triazòlic) i altres en els quals apareixen complicacions cardíaques pocs mesos després d'iniciar el tractament.
La injecció intravitri múltiple de ranibizumab (un fàrmac anti-factor de creixement de l'endoteli vascular) dona bons resultats en el tractament de la forma ocular de la malaltia.

## Histoplasmosi animal
A banda dels humans, aquesta micosi també és una malaltia que afecta a altres mamífers (gossos, gats, cabres, guineus, xinxilles, eriçons, papions, opòssums, rates o mofetes, per exemple). La infecció s'ha descrit alguna vegada en espècies ben diferents: foques, dofins atlàntics, llúdries marines, panteres de les neus, tigres, lloros, mones verdes de Saba, peresosos, rens i llames. També ha estat identificada en conills de companyia. Les histoplasmosis disseminades són relativament infreqüents en bòvids o èquids i han estat registrats de forma esporàdica en alguns exemplars casos de placentitis granulomatoses i avortaments; si bé a alguns països africans, com s'ha comentat abans amb relació a Histoplasma capsulatum var. farciminosum, les histoplasmosis animals poden arribar a ser un problema important. A l'Àfrica Nord-oriental, on els èquids (sobretot els asses) encara són elements de tir i transport importants en moltes comunitats rurals sense possibilitat d'accedir als fàrmacs antifúngics, s'avaluat el tractar les seves limfangitis per Histoplasma capsulatum var. farciminosum amb extractes del fruit de la planta local Phytolacca dodecandra, la qual ha demostrat ser activa contra altres fongs. A Europa, s'ha detectat algun cas d'histoplasmosi farciminosa en toixons. Ha estat desenvolupat un mètode de diagnosi biomolecular en mostres equines, basat en la PCR niuada, específic per aquesta varietat d'histoplasma.
Ocasionalment, s'ha identificat la malaltia en antílops captius immunodeprimits. La histoplasmosi equina és endèmica entre els muls, els ases i els cavalls de tir d'Etiòpia, on té una important repercussió econòmica. Els cavalls de l'hemisferi occidental, malgrat tenir una considerable resistència al fong, també pateixen de vegades greus infeccions abdominals per H. capsulatum adquirits per via oral.
A les regions no tropicals, les histoplasmosis felines i canines són les més abundants, en especial la forma pulmonar de la malaltia, encara que alguna vegada s'han observat meningoencefalitis histoplasmòsiques en animals de companyia. Animals i humans poden compartir la mateixa font d'adquisició de la histoplasmosi, però no infectar-se mútuament. En algun cas, l'aspiració de conidis provinents de terres remogudes ha estat el vincle comú de la infecció.
El primer cas d'histoplasmosi canina fou diagnosticat l'any 1939 i al 1949 la malaltia es va identificar en gats. En els gossos acostumen a predominar els símptomes gastrointestinals, mentre que en els gats són més habituals els respiratoris o els poc específics. Una via inusual d'entrada de la forma disseminada d'aquesta micosi que es pot veure en gossos amb un estat immunitari alterat són les ferides o les lesions dèrmiques. Molt rarament, s'ha vist algun cas d'histoplasmosi felina cutània amb presència de múltiples nòduls a la pell. La forma ocular té un diagnòstic difícil en aquests animals i la negativitat dels tests antigènics en orina i sèrum no descarta la malaltia. Per regla general, la histoplasmosi felina es tracta amb derivats triazòlics. En algun cas, s'ha observat una resistència adquirida al fluconazole després d'un bon resultat inicial.